# Красивомох серцелистий
Красивомох серцелистий (Calliergon cordifolium) — вид мохів порядку гіпнобрієвих (Hypnales).

## Поширення
Ареал охоплює такі частини світу: Європа, Північна Америка, Азія.
Населяє вологі чи мокрі, ± багаті поживними речовинами болота, береги, канави, заболочені ліси; від низьких до високих висот.

## Характеристика
Рослини від середніх до великих, зелені, блідо-зелені або іноді коричневі. Стебла неправильно радіально розгалужені. Стеблові листки яйцювато-серцеподібні, тригранно-яйцюваті або вузько видовжено-серцеподібні. Вид автоіктичний. Спори 13–20 мкм.